# بارتولومي دي لاس كاساس

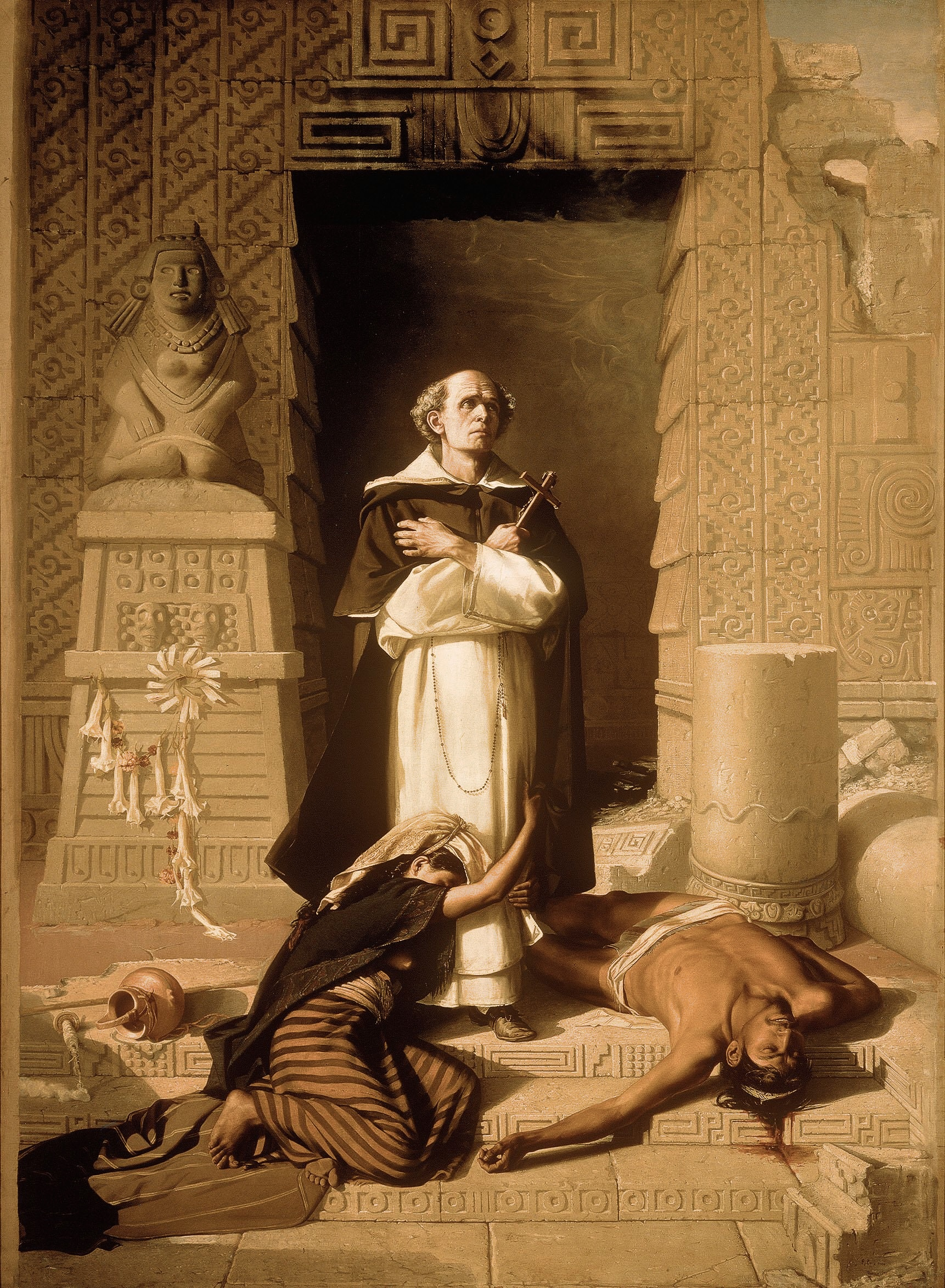
لوحة بارتولومي دي لاس كاساس بريشة فيليكس بارا

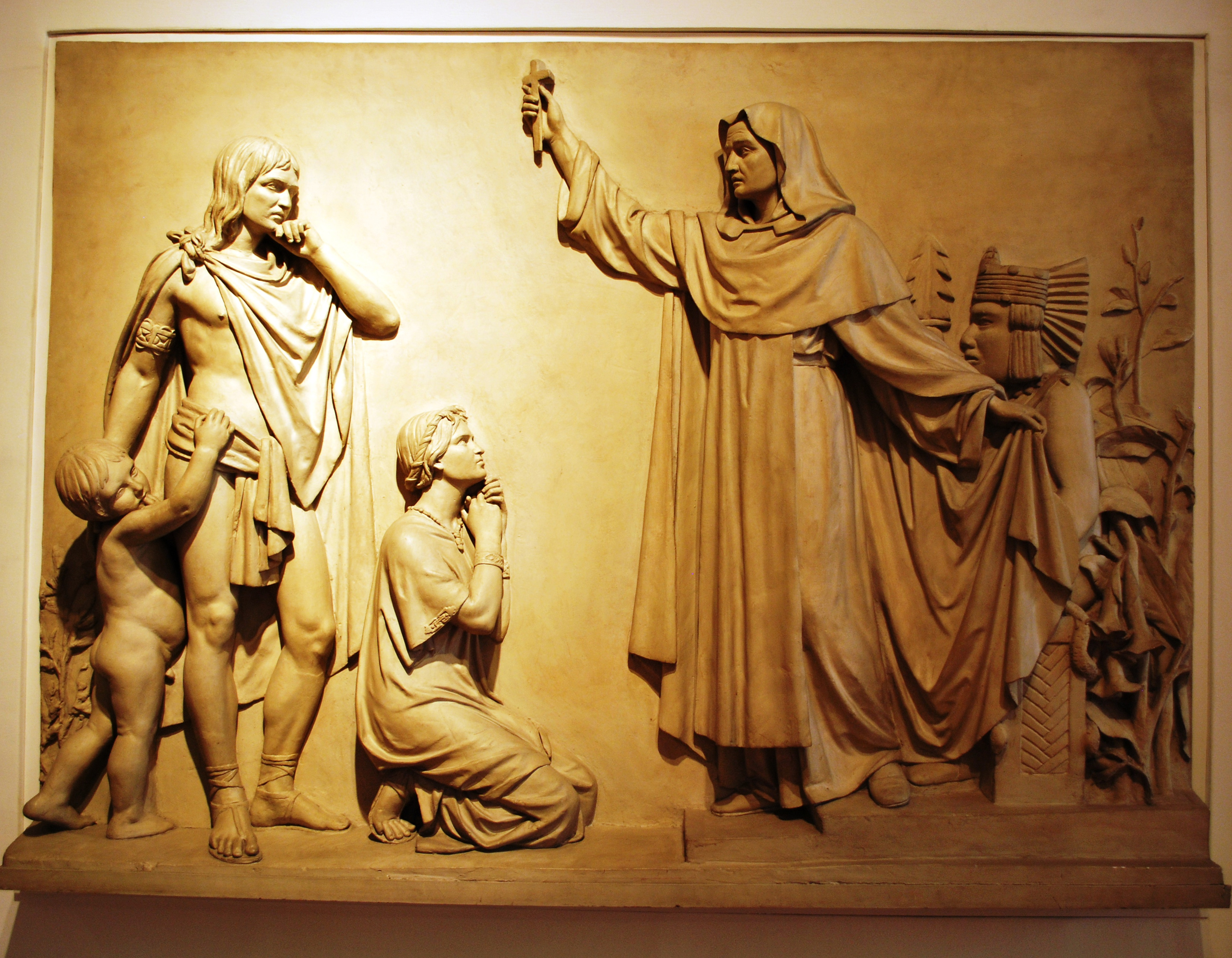
لاس كاساس ينصر عائلة هندية في لوحة ميغيل نورينيا

بارتولومي دي لاس كأساس (بالإسبانية: Bartolomé de las Casas)‏ هو راهب إسباني (1474-1566)، كان لفترة من الوقت أسقفا على تشياباس في المكسيك، وهو معروف بلقب رسول الهنود، إذ كانت اشتهر بمساعيه لرفع الظلم الذي وقع عليهم بعد الغزو الإسباني.

## بدايات حياته
كان لاس كأساس من مواطني إشبيلية. كان أبوه أحد رفاق كريستوفر كولومبس في الرحلة البحرية التي أدت إلى اكتشاف العالم الجديد، وقد أرسل ابنه إلى شلمنقة، حيث تخرج منها. وفي عام 1498 رافق أباه في بعثة تحت إمرة كولومبس إلى جزر الهند الغربية، وفي عام 1502 ذهب مع نيكولاس دي أوفاندو حاكم الهند الغربية إلى هايتي، حيث أدخل في عام 1510 إلى الدرجات الكهنوتية، فكان الكاهن الأول الذي ينصب في المستعمرات الأمريكية. في عام 1511 ذهب إلى كوبا للاشتراك في أعمال «الاستيطان والتهدئة»، وفي أعوام 1513 و1514 شهد مذابح الهنود في كاوناو وسعى عبثا لإيقافها.

## حملته التبشيرية
بعد ذلك بوقت قصير تم تخصيص قرية كبيرة في حي زاغوا له ولصديقه رينتيريا، مع عدد من الهنود المربوطين بها في ما كان معروفا بالحصة (بالإسبانية: Repartimiento)‏؛ واستفاد مثل بقية مواطنيه إلى أبعد الحدود من هذه الفرصة للاغتناء، لكنه أقام القداس ووعظ أيام الأحد من حين لآخر. بعد وقت قصير، بعد أن أصبح مقتنعا بالظلم الذي ارتبط بنظام الحصة، بدأ يخطب في المنابر ضده، في نفس الوقت تخلى عن عبيده.
صمم بموافقة شريكه على الذهاب إلى إسبانيا نيابة عن المواطنين المضطهدين، ونتيجة لاعتراضاته فقد قام الكاردينال خيمينيز في عام 1516 بوضع لجنة بعثت لإدانة الانتهاكات، وتم تعيينه لاس كأساس نفسه، الذي لقب بحامي الهنود، بأن ينصحهم ويبلغ عنهم. ولم يمض على هذه اللجنة وقت طويل في سانتو دومينغو حتى أدرك لاس كأساس عدم المبالاة من الأساقفة المساعدين للقضية التي كان قد تبناها بقلبه، وفي يوليو 1517 عاد ثانية إلى إسبانيا، حيث طور مخططه للتحرير الكامل للهنود - مخطط لم يتضمن فقط وسائل تسهيلية للهجرة من إسبانيا، لكنه كان ينوي أيضا إعطاء كل ساكن إسباني في المستعمرات حق استيراد إثني عشر عبدا زنجيا.
أثبتت حركة الهجرة فشلها، وعاش لاس كأساس بما يكفي لإبداء خزيه لبطء فهمه وأنه رأى بأن الأفارقة كانوا قد أعطوا نفس القدر من الحرية كما كان لدى مواطني العالم الجديد. وبعد أن غمره الإحباط، ذهب إلى الدير الدومينيكي في هايتي؛ وانضم إلى الرهبنة في عام 1522 وكرس ثمان سنوات من حياته للدراسة. حوالي 1530 يظهر أنه زار المحكمة الإسبانية ثانية، لكن عن أي سبب بذاته فلا يعرف بالضبط؛ الغموض الذي يتعلق بهذه الفترة من حياته يمتد إلى الزمن الذي زار فيه المكسيك ونيكاراغوا وبيرو وغواتيمالا، قام ببعثة في عام 1537 إلى توزولوتلان، واستطاع بكياسته وفطنته أن ينصّر السكان بطريقة سلمية، وأقام قداسا للمرة الأولى بينهم في بلدة رابينال المؤسسة حديثا في عام 1538. أرسل لاس كأساس إلى إسبانيا في 1539 ليجلب الأعضاء الجدد من الرهبان الدومينيكيين، ونجح بعون من لوايسا زعيم الرهبان وكاهن كارلوس الخامس في الحصول على أوامر ملكية ورسائل تؤيد مشروعه.
أثناء هذه الإقامة في أوروبا، التي دامت أكثر من أربع سنوات، زار ألمانيا لرؤية الإمبراطور؛ وكتب أيضا (1542) الأسباب العشرون Veynte Razones دفاعا عن حريات الهنود وكتاب سرد قصير عن إبادة الهنود الغربيين Brevisima relacion de la Destruycion des las Indias occidentales، والأخير كان قد نشر بعد حوالي إثنتا عشرة سنة.
في 1543 رفض منصب الأسقفية في كوزكو، لكن أقنع بقبول منصب أسقفية تشياباس والتي أبحر نحوها في عام 1544. وأفشل المسئولون خططه كذلك وأغضبه مواطنوه في محاولته لإقرار القوانين الجديدة التي أراد إقرارها، ذلك أن القوانين لم تعجب المستوطنين وكان أعنف هذه الردود هي ثورة غونزالو بيزارو في أمريكا الجنوبية، عاد إلى إسبانيا واستقال من مناصبه الدينية (1547).

## مناقشته مع سيبولفيدا
في عام 1550 قابل خوان خينيز دي سيبولفيدا في النقاش العام على الإطروحة الموضوعة عن كتاب سيبولفيدا «تبرير لكتاب أسباب الحرب العادلة» (باللاتينية: Apologia pro libro de justis belli causis)، الذي دافع فيه عن شرعية شن حرب على مواطني العالم الجديد. ويمكن تتبع مجرى المناقشة في فصل الخلاف Disputa الموجود في كتاب الأعمال Obras (عام 1552).

## سنواته الأخيرة
في 1565 نجح لاس كأساس في إيصال حججه إلى فيليب الثاني والذي كان ضد المشروع المالي لبيع الأملاك في نظام الإنكومييندا (بالإسبانية: Encomienda)‏ (وهو مشروع كان سيوقع الهنود في العبودية المالية). في يوليو من السنة التالية مات في مدريد، حيث ذهب ليجري يحثا على ضرورة إعادة محكمة العدل التي كانت قد ألغيت في غواتيمالا، وهو ما نجح فيه. ولم ينشر كتابه تاريخ الهنود (بالإسبانية: Historia de las Indias)‏ حتى عامي 1875 – 1876.

## وصلات خارجية
- بارتولومي دي لاس كاساس على موقع الموسوعة البريطانية (الإنجليزية)